# Piccole donne
Piccole donne (Little Women) è il più famoso romanzo di Louisa May Alcott, pubblicato inizialmente negli Stati Uniti in due volumi, il primo nel 1868 e il secondo nel 1869.

## Storia editoriale
Nel 1880 i due volumi furono riuniti in uno solo, Little Women, che continua a essere quello letto in America. L'edizione del 1880 presenta anche alcune modifiche, soprattutto nel linguaggio, l'American Idiom, che rispecchiava pienamente il parlato dei personaggi, ma poco conveniente in una prosa letteraria. 
Il libro ebbe un successo immediato quando uscì e oggi è considerato un classico della letteratura per l'infanzia, consigliato dagli insegnanti e amato dai bambini. Viene molto preso in considerazione anche dalla pedagogia, in quanto il tema principale del romanzo non è solo la famiglia e come gli insegnamenti dei genitori si riflettano sui figli, bensì la crescita e la trasformazione interiore da adolescenti ad adulti ed è pervaso da un sentimentalismo generalmente americano che tuttavia rende il romanzo molto interessante.

### Edizioni italiane
In Italia si preferì, come del resto in molti altri paesi, come la Francia e l'Inghilterra, dividere il romanzo in due parti, dato il pubblico di ragazzi a cui era destinato. La traduzione del primo volume risale al 1908, con il sottotitolo Da un Natale all'altro, mentre il secondo volume fu pubblicato nel 1911 con il sottotitolo Tre anni dopo. Successivamente i due volumi vennero ripubblicati numerose volte con quelli che diventeranno i due titoli ancora oggi utilizzati: Piccole donne e Piccole donne crescono.

## Piccole donne
Il primo romanzo racconta la storia delle quattro sorelle March – Meg, Jo, Beth e Amy, chiamate regolarmente con i loro diminutivi – che rispecchiano quelle della stessa famiglia Alcott. Il loro padre è un semplice cappellano partito per il fronte durante la Guerra di secessione americana, lasciando a casa le figlie e la moglie. Le ragazze, con i loro pregi e i loro difetti, pur essendo povere e con i problemi tipici dell'adolescenza, imparano a crescere e a diventare ragazze responsabili, pronte a difendersi da qualsiasi vicissitudine. 
Il libro copre l’arco narrativo di un anno: inizia a Natale e finisce a Natale dell’anno dopo, e in questo arco di tempo vengono analizzati i singoli caratteri, i sogni e la maturazione di ciascuna delle quattro sorelle, le quali vivono questo periodo quasi come un gioco, come una scommessa fatta con la madre di riuscire a migliorare caratterialmente e a combattere i loro "nemici interiori". Grande importanza viene dato a questo dettaglio: tutto il romanzo, infatti, si ispira al libro Il viaggio del pellegrino di John Bunyan, il quale vede la crescita di ogni persona come allegoria del viaggio di un pellegrino che, con il suo fardello sulle spalle (il proprio carattere, con i pregi e difetti) passa dalla Città della Perdizione, la nostra realtà, alla Città Celeste, con il raggiungimento dei propri obiettivi e il completamento della propria maturazione. È una chiave del romanzo spesso messa in disparte dalle trasposizioni teatrali e cinematografiche del romanzo, che rivela il pensiero fortemente trascendentalista e le idee educative innovatrici di Amos Bronson Alcott, padre della scrittrice.

## Piccole donne crescono

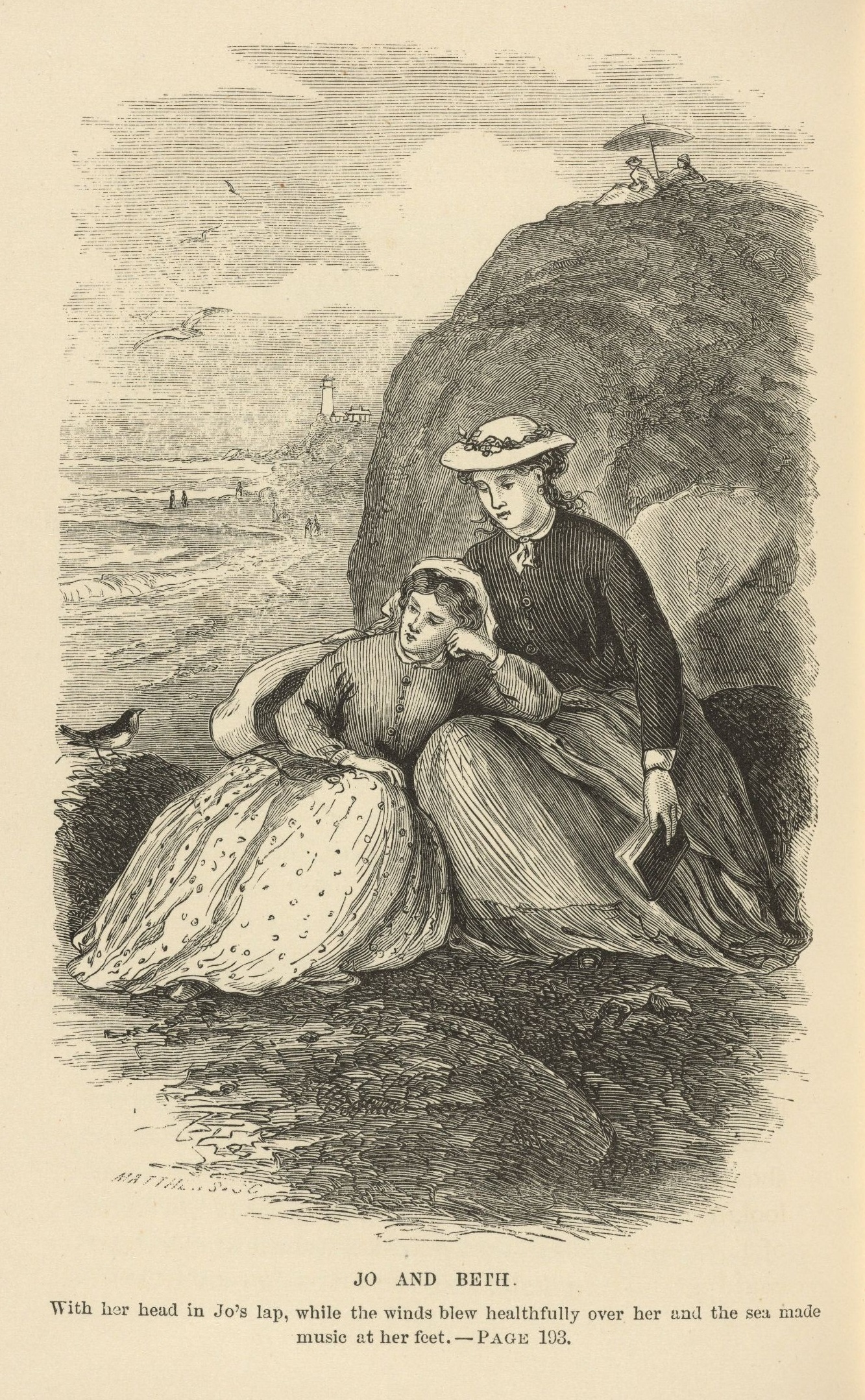
Jo e Beth

Il secondo romanzo continua la narrazione delle avventure dei protagonisti tre anni dopo la fine di Piccole donne, comprendendo questa volta un arco temporale molto più ampio atto a mostrare i cambiamenti dei personaggi. È raccontato con lo stesso spirito e vena poetica, segnando un passo fondamentale per il seguito della tetralogia delle Piccole Donne.
Meg sposa John Brooke, ed essi hanno due bambini: Demijohn (Demi) e Margaret (Daisy). Vivono modestamente in una casa da loro stessi comprata, "la Colombaia", e John continua a lavorare come istitutore per altri ragazzi. Jo, diventata una scrittrice, rifiuta una proposta di matrimonio da parte di Laurie e sposa Fritz Bhaer, un professore tedesco di filosofia. Beth muore per insufficienza cardiaca dovuta alla scarlattina. Amy compie un lungo viaggio in Europa, nella speranza di realizzare i suoi sogni, ma si rende conto di non possedere il talento necessario per diventare una grande artista; incontra Laurie in Francia e i due si innamorano e si sposano.

## Personaggi

### Famiglia March
Robert March
È il capofamiglia. Nel primo libro è cappellano presso l’esercito degli Stati Uniti e quindi pressoché assente dalla narrazione. Solo nel seguito, Piccole donne crescono, verrà lasciato buono spazio al suo modo di pensare e alla sua linea educativa, piuttosto atipiche e innovative per l’epoca.
Nonostante sia legato a ciascuna delle sue figlie, è chiaro che la sua preferita sia Beth, poiché delle quattro è la più schiva e fragile. Si occuperà personalmente anche dell’educazione di Demi e Daisy, i gemelli di Meg e John, prima che vadano a studiare a Plumfield.
Margaret "Marmee" Curtis in March
È la figura di riferimento più importante per le sorelle March, perché compie sia il ruolo di madre che quello di capofamiglia, in assenza del marito. Come lui anche la signora March prevede per le sue figlie una linea educativa diversa rispetto a quella prevista dalla società, lasciando che le figlie crescano libere e imparino fin da subito a nutrire grandi aspettative e a guadagnare la propria indipendenza, finanziaria e morale, anche a costo di grandi sacrifici.
Saggia e pratica, solo grazie al suo aiuto e ai suoi consigli le sorelle riescono ad affrontare situazioni particolarmente serie e difficili e, da buona moglie di un pastore, non manca mai di invitare le figlie a meditare sulle proprie azioni e sulla loro condotta, riportandole sempre alla morale religiosa. Nutre grandi aspettative in loro, e nonostante speri di vederle ben sistemate e al sicuro dalla povertà, non interviene sulle loro scelte, lasciando che si sposino per amore, come ha fatto lei.
Anche se la loro situazione economica è piuttosto fragile a causa dei pensieri del marito, riesce sempre a mostrarsi serena e tranquilla per il benessere delle figlie. Tuttavia, nasconde un lato più inquieto e impetuoso, simile a quello della figlia Jo, dovuto ai continui sacrifici che sono costretti a fare per vivere; ma troverà grande conforto dai successi vitalizi delle loro figlie.
Margaret "Meg" March
Meg porta il nome della madre ed è la maggiore delle quattro sorelle; all'inizio di Piccole donne ha 16 anni, e per aiutare la famiglia lavora come bambinaia presso la famiglia King. Essendo la maggiore, Meg viene presentata come la più matura e giudiziosa delle sorelle, pur essendo ogni tanto un po' vanitosa e superficiale; l'età di Meg, infatti, rientra nella fascia d'età in cui le ragazze fanno il loro debutto in società, nella speranza di trovare un buon partito.
Ha un carattere molto socievole e maturo ed è dolce e materna nei confronti delle sorelle minori, ma la sua preferita è Amy. Le piace andare in giro per la città, soprattutto per fare compere, partecipare alle feste da ballo e stare in società, anche se spesso deve rinunciare a oggetti e divertimenti costosi che la sua famiglia non può permettersi. E questo le pesa molto, essendo comunque nata nel periodo in cui la famiglia era benestante. Il ricordo della bella vita che conduceva, e le amicizie con ragazze dell'alta società sono il suo più grande fardello, che tuttavia riuscirà a depositare in nome della famiglia.
In Piccole donne crescono Meg si sposa per amore con John Brooke, rinunciando ai suoi sogni di ricchezza e di sfarzo, non senza ancora qualche rimpianto per la bella vita che ha sempre immaginato di avere. Nonostante i primi anni della sua vita da sposata viaggino tra alti e bassi, il suo lato materno e mite e la pazienza di John prevarranno su tutto, tanto che con la nascita di due gemelli, e poi di un'altra bambina, Meg impara a diventare una brava moglie e madre.
Josephine "Jo" March
Jo è la secondogenita, ha 15 anni e viene considerata la protagonista indiscussa del romanzo, e anche di tutta la serie in generale, sia perché troverà grande spazio nei due libri che seguono Piccole donne, sia perché è il personaggio che corrisponde di più alla scrittrice. Viene descritta come una ragazza schietta, coraggiosa, determinata, ribelle e irrequieta: il suo carattere scontroso e il suo temperamento impulsivo sono il suo grande fardello, e la portano ad arrabbiarsi spesso, specie con la sorellina Amy, completamente opposta al suo carattere, ma anche con Laurie, con il quale condivide un’indole indipendente. È il maschiaccio della famiglia e spesso lei stessa ammette di sentirsi a disagio a comportarsi come una signorina, come invece vorrebbe Meg. Tuttavia, Jo ha sempre buone intenzioni e cerca sempre di migliorarsi, dimostrando grande tenacia e trovando grande stimolo ed esempio nella figura materna.
Appassionata di letteratura, coltiva il sogno di diventare scrittrice; la sua fervida immaginazione spesso diletta tutta la famiglia. È legata a Beth più che alle altre sorelle e la morte di quest’ultima segna un grande vuoto nel suo cuore e comporterà in lei un grande cambiamento di prospettive: rinuncia al sogno di diventare scrittrice - ma questo è dovuto anche a una breve parentesi deludente a New York - e, con la casa lasciatale dalla zia March a Plumfield, aprirà quella scuola sperimentale che era nei progetti, mai portati a compimento, di suo padre.
È molto gelosa di Meg, e all'inizio era molto contraria al suo matrimonio come al romanticismo in generale. Quando si accorge che Laurie si è innamorato perdutamente di lei, cerca in tutti i modi di allontanarlo, e litigherà con lui quando questi si dichiara, venendo respinto. Fugge quindi a New York in cerca della sua strada, e lì incontrerà Friedrich Bhaer, un professore tedesco molto più vecchio di lei, che diventerà alla fine suo marito e insegnante presso Plumfield. È l’ultima, dunque, delle sorelle a sposarsi e a realizzarsi, ma l’unica ad applicare il pensiero trascendentalista e le idee dei genitori, portatrice della morale e del pensiero della Alcott.
Elizabeth "Beth" March
Ha 13 anni ed è una ragazzina dolce, sensibile e altruista, ma anche molto timida e schiva, e per questo fatica a socializzare con chiunque al di fuori della famiglia e ha difficoltà a stare in mezzo alla gente. Tuttavia, con la sua spontaneità e bontà d'animo diventa la favorita del signor Laurence. Adora anche i suoi gattini e le sue bambole, ed è molto legata a Jo malgrado i loro caratteri siano molto diversi: sono le due facce della stessa medaglia, per questo la loro separazione sarà difficile. Ha una grande passione per la musica, ma non può permettersi di avere lezioni e un pianoforte decente: soffre molto per questo, ma per non far turbare la famiglia, non lo dà a vedere, ed è la prima a sacrificarsi per i suoi familiari, dimostrando di avere una forza interiore che nessuna delle sorelle possiede.
Contrae la scarlattina in maniera acuta dopo aver aiutato una famiglia povera, ma una volta guarita le sue condizioni sembrano migliorate, nonostante non abbia più il colorito di un tempo. In Piccole donne crescono la si vede spesso sola, inquieta e triste, e la famiglia non si avvede che la sua salute si sta lentamente indebolendo. Invece Beth percepisce la gravità delle proprie condizioni di salute ed è consapevole che i suoi giorni stanno per venire al termine: solo dopo una lunga battaglia, fatta di pianti silenziosi e sospiri, lo confessa alla famiglia, generando la disperazione. Muore a 19 anni circondata dai suoi cari, tranne Amy che era ancora in Europa. La sua morte avrà un grande impatto su ciascuna delle sorelle, anche se riusciranno tutte a lenire il dolore e a conservare vivo il ricordo di Beth.
Amy Curtis March
Amy è la più piccola delle quattro sorelle, una ragazzina tutto pepe. Inizialmente ha 12 anni e viene presentata come una bambina egoista, viziata, vanitosa e pigra, che cerca sempre di comportarsi come una "signorina" elegante e aggraziata. Uno dei suoi difetti è cercare di impressionare gli altri con parole difficili ed estrose, finendo così di apparire altezzosa e spocchiosa, e commettendo un sacco di strafalcioni. Risulta in questo l'esatto opposto di Jo, e visti i loro caratteri suscettibili e incompatibili, le due non vanno molto d'accordo e spesso si scontrano per motivi futili.
La vera passione di Amy è l’arte, perciò spesso la chiamano tutti “Piccolo Raffaello” e nel secondo libro vengono descritti i suoi tentativi, anche bizzarri, di sperimentare le tecniche artistiche per conto proprio, commettendo qualche disastro. A causa della scarlattina di Beth, per evitare il contagio viene mandata dalla zia March, e diventa pian piano la sua pupilla, sostituendo il ruolo di Jo e imparando a vivere come una signora dell’alta società. Diventa così una ragazza bellissima e raffinata, ammirata da tutti: bionda, snella, occhi azzurri, quasi più bella di Meg; con l’unico difetto di un naso un po’ schiacciato che lei pizzica di continuo nella speranza di trasformarlo in un naso greco. Ma durante la convivenza forzata con la zia March, migliora anche il suo carattere, diventando più matura e responsabile, meno egoista e viziata, conscia delle sue qualità e delle sue aspirazioni di vita.
Sarà lei, invece che Jo, ad accompagnare la zia March e la zia Carrol in Europa, per migliorare le sue qualità artistiche e fare esperienza, interessandosi sia all'arte che a Fred Vaughn, un amico del college di Laurie. Ma il ruolo di Amy in Piccole donne crescono è tutt'altro: sarà lei, con il suo esempio, risultato degli insegnamenti dei genitori, a far rigare dritto Laurie, che, fuggito in Europa per dimenticare Jo, si stava dando a una vita sregolata e frivola. Innamoratasi nel frattempo di lui, lo sposerà, e realizzerà il suo sogno di vivere nell'alta società, pur disprezzandone i costumi mondani in onore all'educazione dei suoi genitori.

### Famiglia Laurence

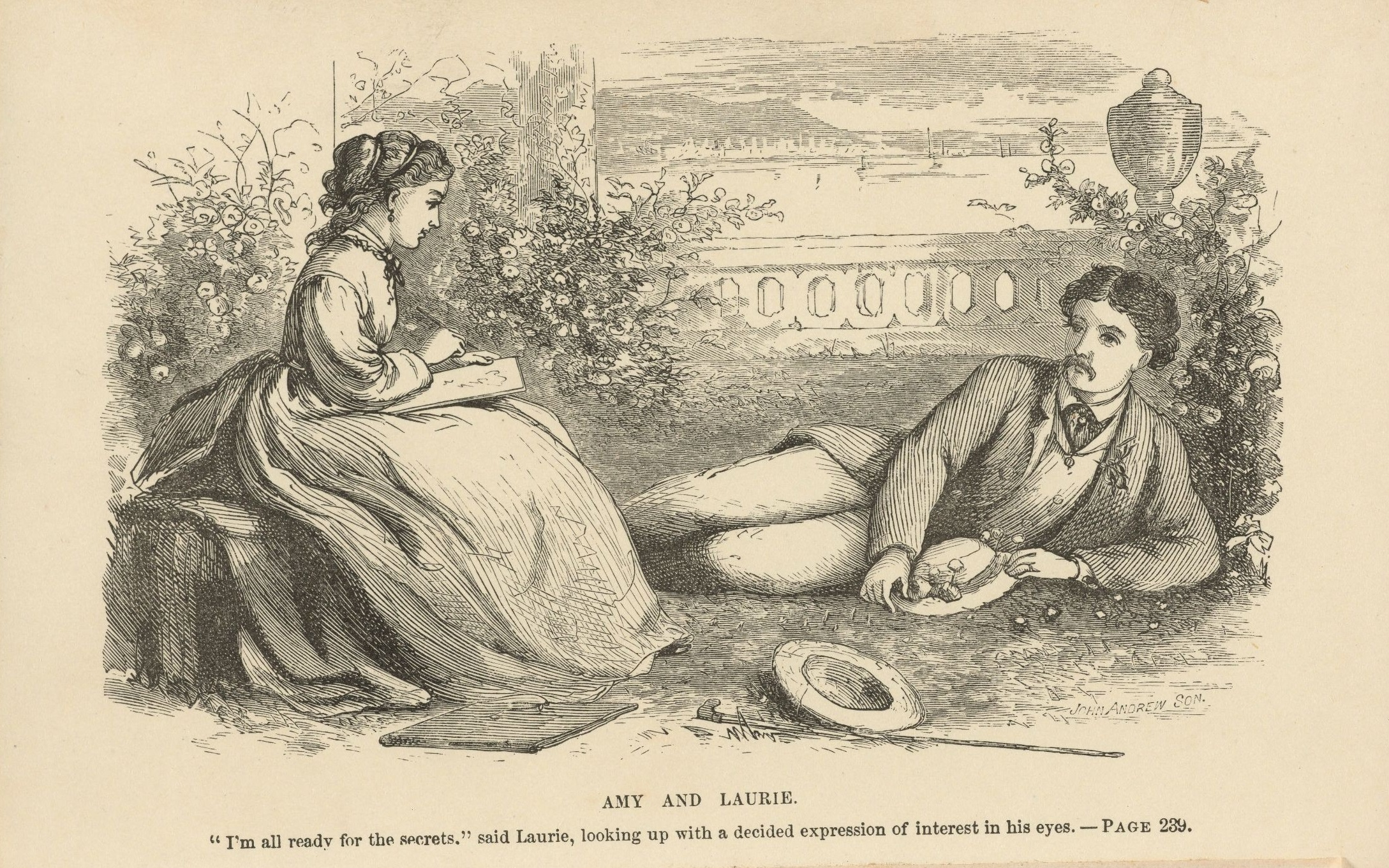
Amy e "Laurie"

James Laurence
È il patriarca della famiglia Laurence. Ha un carattere molto burbero, serio e severo, e ha grandi aspirazioni per il nipote, costringendolo in casa a studiare privatamente affinché entri nel college e si occupi, in futuro, dei suoi affari. Si viene a scoprire che diseredò suo figlio, il padre di Laurie, quando questi decise di sposare una pianista italiana; ma quando sia la nuora che il figlio morirono, decise di prendersi carico dell’educazione del nipote.
Incontrando per caso Jo, rimane piacevolmente colpito e affascinato da lei, e arriva presto a simpatizzare per tutta la famiglia March, rendendosi conto del piacevole effetto che la loro compagnia suscita in Laurie. E si prodiga a essere un buon vicino e quasi un nonno per le ragazze, arrivando a proteggerle e a preoccuparsi di loro durante l’assenza della signora March. Ha una predilezione particolare per Beth, nella quale rivede il carattere e le sembianze della sua adorata nipotina, che come lei amava la musica e il pianoforte.
Theodore "Laurie" Laurence
Ha quindici anni, è il nipote del signor Laurence e vicino di casa della famiglia March. Orfano di entrambi i genitori, viene descritto come un ragazzo timido, triste e solo, intento a spiare dalla finestra l’allegro quadretto della famiglia March, invidiando la loro felicità. Ma dopo aver stretto amicizia con Jo e con le sorelle March si trasforma in un ragazzo socievole, divertente, simpatico e un po’ burlone, affezionandosi alle ragazze come un fratello, facendosi in quattro per loro e diventando quasi come un figlio per la signora March.
Nonostante cerchi di seguire gli esempi delle vicine, vive le tentazioni del tipico ragazzo di buona famiglia; non ha grandi ambizioni, nonostante ami la musica, passione che il nonno vuole proibirgli nella speranza di una più alta educazione, non sopporta lo studio e spesso sperpera le sue ricchezze, venendo costantemente messo in riga da Jo e, infine, da Amy stessa. In onore di Jo accetta l’idea di andare al college e di realizzarsi come uomo, nella speranza che la ragazza ricambi i suoi sentimenti; ma quando ha il coraggio di dichiararsi, questa lo respinge, e per dimenticarla fa un lungo viaggio di distrazione in Europa, interessato solo a divertirsi. Qua incontra Amy, e la ragazza lo rimprovera aspramente, e la loro vicinanza, soprattutto dopo la morte di Beth, li fa avvicinare arrivando a innamorarsi a vicenda. Tornano a casa già sposati e avranno una bambina fragile e delicata, che chiameranno Elizabeth (Bess) in ricordo di Beth

### Altri personaggi
Hannah Mullett
È l’anziana e fedele domestica della famiglia March, a loro servizio già quando la famiglia viveva bene. Ma Hannah è molto più che una domestica per la famiglia March: anche se si rivolge con deferenza ai padroni, è molto affezionata alle sorelle March, avendole viste crescere e vivendo in casa con loro. È fedele, a volte un po’ bisbetica, brava e precisa nelle faccende. È analfabeta, ma munita di quel buonsenso, esperienza e praticità sufficienti ad aiutare la famiglia nei momenti di difficoltà e sconforto. Quando la signora March, infatti, va a Washington a curare il marito, e quando Beth prende la scarlattina, diventa la figura di riferimento più importante per le ragazze.
In Piccole donne crescono assume un ruolo sempre più marginale, senza venir esclusa dalle vicende della famiglia March: la sua fine non è specificata nel racconto, ma è chiaro che sia rimasta tanto triste per la morte di Beth quanto felice per la felicità delle altre sorelle.
Zia March
È una zia delle sorelle March, anche se più correttamente sarebbe una loro prozia. È una vecchia bisbetica e solitaria, che non esita mai di rimproverare le nipoti e la signora March per la loro educazione stramba e per gli ideali educativi anomali del signor March. Quando quest’ultimo era caduto in disgrazia, si era offerta di adottare una o due delle loro figlie, ma offesa dal suo rifiuto, decise di togliere la famiglia March dal suo testamento. Ma quando conosce a casa della cugina Carroll la piccola Jo, per un'attrazione degli opposti, la vorrà come dama di compagnia, ritenendo suo dovere rimproverarla spesso nella speranza che migliori i suoi modi e grezzi, maschili e impulsivi.
Più volte la zia March disse chiaramente che, qualora le nipoti sposassero dei partiti non idonei, le avrebbe escluse dal testamento: infatti, quando Meg decide di sposare John, cercherà invano di farle cambiare idea. Ma alla fine viene sempre alla luce il suo lato gentile, affettivo e amorevole verso la famiglia March, come dimostrato quando dà i soldi alla signora March per andare a Washington o quando acconsente di ospitare Amy. Anche se questa rimane la sua prediletta a ragion dei suoi modi fini, eleganti e aristocratici, lascerà una parte dell’eredità anche a Meg, mentre a Jo lascerà Plumfield, la sua casa, che la ragazza trasformerà in una scuola all'avanguardia.
John Brooke
Marito di Meg in Piccole donne crescono, prima di sposarsi era l’istitutore privato di Laurie, rivelando già, anche se marginalmente, il suo carattere severo ma giusto, e disponibile. Privo di parenti stretti, prova molto interesse per Meg, anche se questa inizialmente non se ne accorge, e quando il signor March si ammala, si offre di scortare la signora March a Washington per starle vicino.
Rivela presto il suo interesse per Meg, chiedendo ai genitori di lei il consenso prima di dichiararsi alla ragazza, destando la loro ammirazione per la sua gentilezza e onestà, nonostante i coniugi March siano preoccupati per il fatto che l’uomo non ha una posizione né una casa da offrire a Meg. Tuttavia, ricambiato da Meg stessa, acconsente a un fidanzamento di tre anni durante il quale serve nell'esercito fino alla fine della guerra, tornando poi a casa per trovare un modesto impiego come ragioniere. Ama tantissimo la moglie, e farebbe di tutto per lei: agli inizi la convivenza non è facile, soprattutto perché Meg ha spesso rimpianti dei suoi sogni di agiatezza, ma la caparbietà e la pazienza di John non fanno mancare nulla alla famiglia.
John "Demi" e Margaret "Daisy" Brooke
Sono i figli gemelli di Meg e John, e anche se marginale, rientrano nella narrazione di Piccole donne crescono. Il primo è molto sveglio e intelligente, impara a leggere e a giocare di logica dal padre e soprattutto dal nonno, anche se appena nato era molto capriccioso. Daisy invece è molto più tranquilla, e adora giocare con le bambole e stare a casa come la zia Beth. I loro caratteri verranno approfonditi in Piccoli uomini, in quanto, per aiutare la famiglia, andranno a vivere e studiare dalla zia Jo a Plumfield.
Sallie Gardiner
È sicuramente la più grande amica di Meg, anche se la profondità del loro rapporto non è specificata nei due romanzi. Quel che è certo è che l'amicizia continua anche dopo il matrimonio di Meg, in cui la stessa Sallie è stata invitata, e non sembra aver mai giudicato l'amica per la sua povertà. Anzi, in Piccole donne crescono, dopo aver convinto Meg a prendere una seta piuttosto costosa, ignare delle sue difficoltà economiche, riparerà all'errore senza rimorsi. Si sposa con Ned Moffat, anche lui inizialmente attratto da Meg.
Friedrich "Fritz" Bhaer
Marito di Jo, padre di Teddy e Rob (Robert), buono e intelligente, è tedesco. Fa il professore e insieme a Jo aprirà un collegio, è molto povero ed è molto più anziano di Jo. Col passare del tempo Fritz diventa un po' più ricco. La casa della famiglia Bhaer sarà la casa di zia March, Plumfield, che Jo riceve in eredità alla morte di zia March, per volere della stessa e i Bhaer, Jo e Fritz, la utilizzano sia come abitazione sia come scuola.
Minna
Sorella del professor Friedrich Bhaer, marito di Jo March.
Franz ed Emil
Nipoti del professor Friedrich Bhaer e figli della sorella del professor Friedrich Bhaer, Minna.

## Adattamenti del romanzo
Il romanzo è considerato un classico della letteratura americana e dell'infanzia. Ha goduto nel corso degli anni di numerose trasposizioni cinematografiche e televisive. Il cinema si era interessato al romanzo già all'epoca del cinema muto.

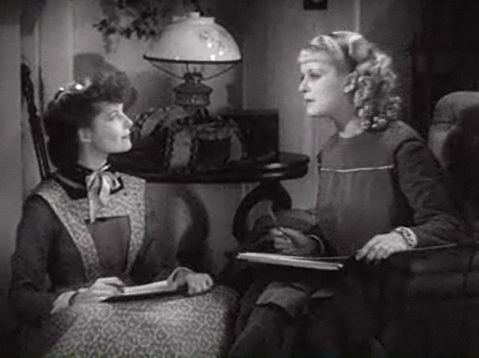
Katharine Hepburn e Joan Bennett (1933)

- Nel 1918 venne girato un Little Women diretto da Harley Knoles con Conrad Nagel (Laurie) e Dorothy Bernard (Jo).
- Nel 1933 George Cukor diresse Piccole donne, interpretato da Katharine Hepburn nel ruolo di Jo e da Joan Bennett in quello di Amy.
- Mervyn LeRoy diresse nel 1949 un Piccole donne che aveva come protagonisti June Allyson (Jo), Peter Lawford (Laurie), Elizabeth Taylor (Amy), Janet Leigh (Meg), in questa versione Beth è la sorella minore.
- Nel 1955 venne trasmesso in tv Piccole donne, diretto da Anton Giulio Majano con protagonista Lea Padovani.
- Negli anni '80 sono stati tratti dal romanzo tre anime: Piccole donne (Toei Animation, 1980), Piccole donne (Toei Animation, 1981) e Una per tutte, tutte per una (Nippon Animation, 1987).
- Nel 1994 esce la trasposizione cinematografica della regista Gillian Armstrong. Il film è uscito con il titolo di Piccole donne con Winona Ryder, Gabriel Byrne, Susan Sarandon; Trini Alvarado, Samantha Mathis, Claire Danes, Kirsten Dunst. Nel film vengono inclusi particolari presi dalla biografia dell'autrice del romanzo, si suppone per rendere maggiore veridicità.[5]
- Nel 2017 BBC One ha trasmesso la miniserie tv Piccole donne, sceneggiata da Heidi Thomas e diretta da Vanessa Caswill.[6]
- Nel 2019 Greta Gerwig ha scritto e diretto un nuovo adattamento cinematografico, intitolato sempre Piccole donne, in cui recitano Timothée Chalamet, Chris Cooper, Laura Dern, Louis Garrel, Tracy Letts, James Norton, Bob Odenkirk, Florence Pugh, Saoirse Ronan, Eliza Scanlen, Meryl Streep e Emma Watson.[7] Il film ha ricevuto 6 candidature ai premi Oscar 2020,[8] vincendo quella per i migliori costumi a Jacqueline Durran.